# Cádiz CF
Cádiz Club de Fútbol, S.A.D., còn được gọi là Cádiz, là một câu lạc bộ bóng đá chuyên nghiệp Tây Ban Nha có trụ sở tại Cádiz, Andalusia. Được thành lập vào năm 1910 và có sân nhà Nuevo Mirandilla, đội hiện thi đấu tại La Liga 2.

## Cầu thủ

### Đội hình hiện tại
Tính đến ngày 2/9/2024.
Ghi chú: Quốc kỳ chỉ đội tuyển quốc gia được xác định rõ trong điều lệ tư cách FIFA. Các cầu thủ có thể giữ hơn một quốc tịch ngoài FIFA.
| Số | VT | Quốc gia    | Cầu thủ                            |
| -- | -- | ----------- | ---------------------------------- |
| 1  | TM | Tây Ban Nha | David Gil                          |
| 2  | HV | Tây Ban Nha | Joseba Zaldúa                      |
| 3  | HV | Tây Ban Nha | Fali (đội phó thứ 2)               |
| 4  | TV | Tây Ban Nha | Rubén Alcaraz                      |
| 5  | HV | Tây Ban Nha | Víctor Chust                       |
| 6  | TV | Tây Ban Nha | Fede San Emeterio                  |
| 7  | TĐ | Tây Ban Nha | Rubén Sobrino                      |
| 8  | TV | Tây Ban Nha | Álex Fernández (đội phó)           |
| 9  | TĐ | Tây Ban Nha | Roger Martí                        |
| 10 | TĐ | Uruguay     | Brian Ocampo                       |
| 11 | TĐ | Tây Ban Nha | Iván Alejo                         |
| 12 | TV | Mali        | Rominigue Kouamé                   |
| 13 | TM | Tây Ban Nha | José Antonio Caro                  |
| 14 | HV | Serbia      | Bojan Kovačević (mượn từ Partizan) |

| Số | VT | Quốc gia    | Cầu thủ                                  |
| -- | -- | ----------- | ---------------------------------------- |
| 15 | TV | Zambia      | Francisco Mwepu                          |
| 16 | TĐ | Tây Ban Nha | Chris Ramos                              |
| 17 | TV | Argentina   | Gonzalo Escalante                        |
| 18 | HV | Tây Ban Nha | José Joaquín Matos                       |
| 19 | TĐ | Tây Ban Nha | José Antonio de la Rosa                  |
| 20 | HV | Tây Ban Nha | Iza Carcelén (đội phó thứ 3)             |
| 21 | TV | Chile       | Tomás Alarcón                            |
| 22 | TV | Tây Ban Nha | Javi Ontiveros                           |
| 23 | TĐ | Tây Ban Nha | Carlos Fernández (mượn từ Real Sociedad) |
| 24 | HV | Tây Ban Nha | Antonio Glauder                          |
| 25 | TV | Tây Ban Nha | Óscar Melendo                            |
| —  | HV | Tây Ban Nha | Luis Hernández                           |
| —  | TV | Tây Ban Nha | José Mari (đội trưởng)                   |

### Đội dự bị
Ghi chú: Quốc kỳ chỉ đội tuyển quốc gia được xác định rõ trong điều lệ tư cách FIFA. Các cầu thủ có thể giữ hơn một quốc tịch ngoài FIFA.
| Số | VT | Quốc gia | Cầu thủ        |
| -- | -- | -------- | -------------- |
| 26 | TM | Brasil   | Victor Aznar   |
| 27 | TV | Mali     | Moussa Diakité |

| Số | VT | Quốc gia    | Cầu thủ       |
| -- | -- | ----------- | ------------- |
| 29 | HV | Tây Ban Nha | Samu Almagro  |
| 33 | HV | Tây Ban Nha | Julio Cabrera |

### Cho mượn
Ghi chú: Quốc kỳ chỉ đội tuyển quốc gia được xác định rõ trong điều lệ tư cách FIFA. Các cầu thủ có thể giữ hơn một quốc tịch ngoài FIFA.
| Số | VT | Quốc gia    | Cầu thủ                                       |
| -- | -- | ----------- | --------------------------------------------- |
| —  | HV | Tây Ban Nha | Adri Miranda (tại Sestao River đến 30/6/2025) |
| —  | TV | Mali        | Youba Diarra (tại TSV Hartberg đến 30/6/2025) |